# Morgan Schneiderlin
Morgan Schneiderlin (Obernai, 8 de novembre de 1989) és un jugador professional de futbol francès que juga pel club anglès Everton Football Club i per l'equip nacional de França com a migcampista.

## Referències

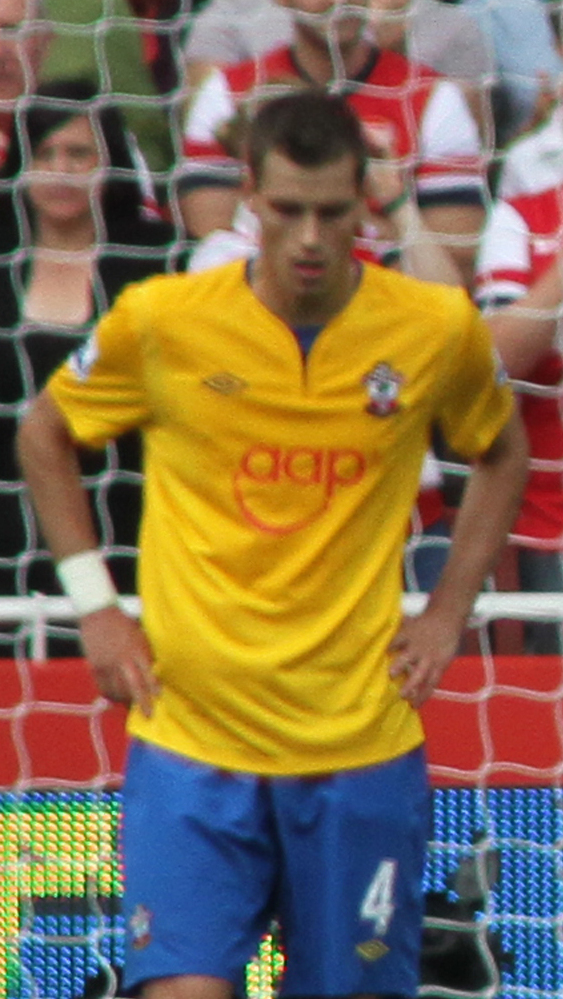
Schneiderlin jugant amb el Southampton FC al 2012.